# Macrobiòtica
La macrobiòtica (del grec μακρός, "gran" i βίος, "vida") és un ensenyament creat pel pensador japonès Georges Ohsawa (1893-1966) i difós a continuació per diversos dels seus estudiants. La seva aplicació a l'alimentació no té cap base científica. No hi ha proves de que sigui més saludable ni de que pugui ajudar al tractament del càncer o d'altres malalties.
Es tracta d'un sistema alhora filosòfic i pràctic que pretén actualitzar, per tal de presentar-lo d'una manera entenedora per a la mentalitat moderna, l'antic principi oriental del yin i el yang el qual, segons Ohsawa, constitueix la base de tot el coneixement de l'Extrem Orient (tant científic com filosofico-religiós). El lligam entre la filosofia i la pràctica es fa, en particular, a través de l'alimentació: Ohsawa defensava la idea que tot menjant segons aquest principi l'organisme s'harmonitza i així l'enteniment es torna més clar, capaç de percebre millor la realitat.

## Problemes de definició
Definir la macrobiòtica és ambigu perquè el seu propi fundador ja en va donar diverses accepcions i perquè, més endavant, alguns dels seus seguidors coneguts n'han limitat l'abast a una simple dieta o "higiene de vida natural".
Per a Georges Ohsawa la macrobiòtica és un ensenyament global que té com a objectiu final el desenvolupament de l'enteniment humà. Des d'aquest punt de vista se la podria considerar, doncs, com una tècnica d'evolució personal de la mateixa manera que el ioga, el budo japonès, o les diverses disciplines espirituals. Ohsawa considerava que darrere la mentalitat tradicional d'Extrem Orient hi ha un principi únic o principi universal que permet copsar el funcionament del món i, així, comprendre i assumir les vicissituds de la vida. Aquest principi és el de la dialèctica yin-yang: dues forces, antagonistes però inseparables, que són la manifestació de l'U o el Tot. Segons aquesta visió, tots els fenòmens manifestats estan regits per la dinàmica permanent entre aquestes dues forces. I aquesta dinàmica constituiria les lleis de la natura o, com ho anomenava Ohsawa, l’ordre de l'Univers.
Com que per la filosofia oriental el cos, l'enteniment i l'esperit formen un tot, Ohsawa (com la majoria de medicines orientals) considerava que si es menja segons aquest principi tot l'organisme es modifica (en primer lloc físicament i després mentalment) fent que l'enteniment es torni més clar gràcies a l'adquisició d'una visió més global. Així, el fet que una alimentació equilibrada d'aquesta manera pugui intervenir en l'estat de salut, fa que hom pugui igualment considerar la macrobiòtica com una "higiene de vida", un simple "règim natural" o àdhuc una "medicina alternativa". Aquest aspecte, emfatitzat pel mateix Ohsawa, és el que ha retingut l'atenció de molts dels seus practicants fins al punt de limitar la definició de l'ensenyament a aquesta sola noció. Així, per la Gran Enciclopèdia Catalana en línia, es tracta d'un "sistema d'alimentació, considerat natural, que malda per cercar l'harmonia amb l'univers i recorre a les produccions estacionals locals, segons tradicions mil·lenàries xineses  [...] i per l'Enciclopèdia Britànica en línia, la macrobiòtica és una "pràctica dietètica basada en la filosofia xinesa d'equilibri entre el yin i el yang […] els partidaris [de la macrobiòtica] sostenen que no només la qualitat de vida es millora, sinó que es poden curar malalties greus com el càncer, els crítics prevenen una pràctica poc informada d'aquesta mena de dieta pot conduir a la desnutrició."
A més d'això, Ohsawa també utilitzava sovint l'adjectiu "macrobiòtic" per a designar un comportament que segons ell correspon amb una actitud "justa" (és a dir, en acord amb les "lleis de la natura"). Per exemple, qualificava el cristianisme o el budisme "d'ensenyaments macrobiòtics", així com a certes persones que, sense conèixer yin i yang, n'haurien copsat intuïtivament el mecanisme o bé han aconseguit viure d'una manera "lliure" i "independent", "tot realitzant llurs somnis" (la qual cosa és, en definitiva, l'objectiu que Ohsawa volia ajudar a assolir amb el seu ensenyament). En aquest sentit, també utilitzava el qualificatiu "macrobiòtic" per a definir les medicines que tenen en compte la totalitat, contribuint al desenvolupament global de l'individu, i que s'interessen a guarir les causes profundes i no tan sols els símptomes.
En definitiva, hom pot definir la "macrobiòtica" de diverses maneres, totes elles correctes: com un camí de desenvolupament personal global, com un règim natural o àdhuc com una medicina alternativa; tot depèn del nivell en què se la situa.

## Filosofia delPrincipi únic
Ohsawa explica que segons aquest principi, que també anomena el "principi del monisme polaritzable", el món materialitzat és una manifestació de l'U o Infinit: en un cert moment, l'Infinit indiferenciat es divideix en dues forces, una força dilatadora (yin) i una força constrictiva (yang); d'aquesta manera, gràcies al contrast, l'Infinit es manifesta però esdevé relatiu, ja no forma una unitat. Aquestes dues forces intenten reunificar-se eternament (són oposades, de manera que s'atrauen, car cadascuna té el que li manca a l'altra) i, a través de llurs interaccions, creen tots els fenòmens.
Altrament dit, el món relatiu o manifestat i l’Infinit no-manifestat són la mateixa cosa però es troben en una etapa diferent d'evolució. Aquest punt de vista comporta, doncs, les nocions d’unitat entre totes les coses, de continuïtat ininterrompuda i en canvi perpetu.
Hom retroba aquestes nocions i aquesta denominació ("Principi Únic" o "El Principi") en la majoria de corrents de la filosofia oriental.

### El mecanisme de creació

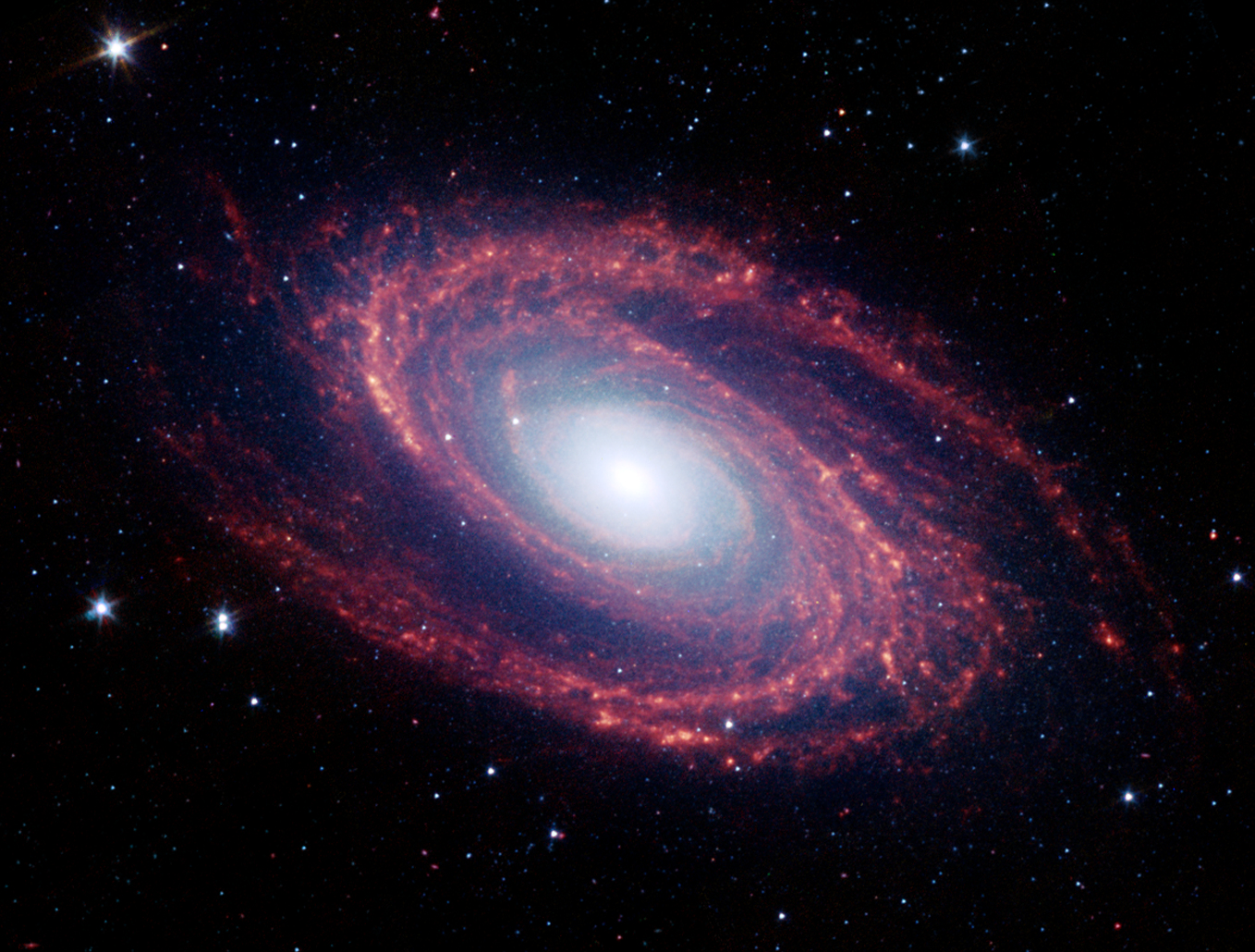
Una galàxia en espiral

Per Ohsawa, segons aquesta cosmologia, tota manifestació o creació segueix un mecanisme en espiral, que s'explica de la manera següent: 
l'U o Infinit és expansió; quan es divideix, la força constrictiva (yang) troba l'oposició de la força expansiva (yin), però com que segueix nodrint-se en permanència per aquesta expansió infinita, vol seguir avançant. Llavors, travada per la força oposada, el seu moviment es corba; com que aquest fenomen és continu, es va doblegant sobre ella mateixa i s'acaba produint el naixement d'una espiral centrípeta o de creació.
L'energia se segueix cargolant i quan arriba al centre de l'espiral explota i se'n torna cap a l'Infinit, formant espirals de descomposició on el domini de les forces és el contrari, és a dir que la força expansiva és més forta (aquest seria el fenomen de la radiació).
En descargolar-se, la força d'expansió es va afeblint i la de constricció acaba per dominar un altre cop, i una nova espiral de creació comença. Aquest seria el mecanisme etern de l'univers. Segons això, tota cosa es crea i es desfà al mateix temps.
Ohsawa explica que l'espiral de creació evoluciona a través de diverses etapes. La força constrenyent es va concentrant i, en un moment donat, sobrepassa la resistència contrària: es produeix un bot, que la fa avançar d'una manera logarítmica. Amb aquest bot, la qualitat de la manifestació canvia de sobte: es fa més tangible, és la naixença de l'energia. L'energia segueix concentrant-se i, segons el mateix procés, en un cert moment es manifesta d'una manera més propera de la matèria: és el món de les partícules elementals. Aquest món continua concentrant-se i acaben apareixent els elements. El món mineral evoluciona i, de nou, a força d'acumulació de quantitat, es produeix un altre canvi qualitatiu: es transforma en món orgànic, el dels vegetals. I l'evolució d'aquests organismes acaba creant el món animal.
Segons aquesta lògica, l'home es troba al centre de l'espiral: a través seu, per primer cop en aquest procés, la vida materialitzada a partir de l'Infinit pot pensar, és a dir, comprendre el mateix procés de la materialització o manifestació de la vida. L'home seria doncs un portador de vida, la finalitat del qual és adquirir la consciència; així, la vida pot tornar cap al seu origen enriquida amb aquesta consciència obtinguda gràcies a certes vivències úniques.

### Yin i yang
Ohsawa explica així les característiques de yin i yang:
Yang epresenta forces actives i masculines, és la força centrípeta, de contracció, de constricció, de pressió, de cohesió. Yang produeix el so, l'escalfor, la claror, les radiacions roges, l'activitat, allò que és sec, pesant, dur, les formes rabassudes, concentrades.
Yin representa les forces passives i femenines de la natura, és la força centrífuga, d'expansió, de dilatació, de dilució. Yin produeix el silenci, el fred, la foscor, les radiacions violetes, la passivitat, la lleugeresa, la blanesa, les formes verticals, espigades.
|             | Yin                        | Yang                         |
| ----------- | -------------------------- | ---------------------------- |
| Tendència   | Expansió                   | Contracció                   |
| Posició     | Exterior                   | Interior                     |
| Estructura  | Espai                      | Temps                        |
| Direcció    | Ascendent                  | Descendent                   |
| Color       | Violeta                    | Vermell                      |
| Temperatura | Fred                       | Calent                       |
| Pes         | Lleuger                    | Pesant                       |
| Element     | Aigua                      | Foc                          |
| Àtom        | Electró                    | Protó                        |
| Química     | K, O, Ca, N, S, P, Si, etc | Na, H, C, Mg, As, Li, Hg, Ur |

|                 | Yin                    | Yang                    |
| --------------- | ---------------------- | ----------------------- |
| Regne           | Vegetal                | Animal                  |
| Vegetals        | Verdures               | Cereals                 |
| Nervis autònoms | Simpàtic               | Parasimpàtic            |
| Moviment        | Femení                 | Masculí                 |
| Gust            | Picant, àcid, dolç     | Salat, amargant, alcalí |
| Vitamines       | C, B2, B12, Pp, B1, B6 | D, K, E, A              |

### L'ordre de l'Univers

El taijitu, símbol de l'ordre de l'Univers

A través de 7 lleis i dels 12 teoremes que en resulten, Ohsawa vol resumir els principis que, segons la cosmologia extrem-oriental, constitueixen l'ordre de l'Univers, és a dir, el funcionament del món manifestat. En el seu llibre La Era Atómica, hi explica:
"L'Ordre de l'Univers està regit per set principis que constitueixen la lògica universal. Aquests principis són, abans de res, dinàmics; és per això que són contraris a la lògica formal, que és estàtica. Poden ser aplicats a qualsevol domini, a qualsevol nivell de la vida i a totes les coses existents en l'univers de la relativitat. A més, poden unificar tots els antagonismes.
La lògica formal és rígida, és una simple fotografia d'un instant de la vida i de l'univers infinit, de manera que resulta infinitesimalment analítica sense voler ni saber. En canvi, la lògica universal és una imatge vivent de tota vida i tota cosa. La lògica formal destrueix la continuïtat: el principi d'identitat, el principi de contradicció i el principi del terç exclòs mostren tan sols una imatge estàtica, finalitzada, una imatge presonera del món estàtic i determinat de les aparences, construïda pels nostres sentits o instruments. En realitat, totes les coses d'aquest món canvien sense parar d'un extrem a l'altre. No hi ha res que sigui estable o constant en aquest món relatiu." 

Les set Lleis de l'Ordre de l'Univers
1. Tot el que té un començament té una fi.
2. Tot el que té un anvers té un revers.
3. No hi ha res idèntic.
4. Com més gran l'anvers, més gran el revers.
5. Tot antagonista és complementari.
6. Yin i yang són les classificacions de tota polarització; són antagonistes i complementaris.
7. Yin i yang són els dos braços de l'U (Infinit).

Els dotze teoremes del Principi Únic (completen les set lleis i defineixen el funcionament del món de la relativitat)
1. Yin-yang són dos pols que entren en joc quan l'expansió infinita es manifesta en el punt de bifurcació.
2. Yin-yang estan produïts en permanència per l'expansió transcendent.
3. Yin és centrífug, yang és centrípet. Yin i yang produeixen l'energia.
4. Yin atreu yang i yang atreu yin.
5. Yin i yang combinats en proporcions variables produeixen tots els fenòmens.
6. Tots els fenòmens són efímers, són constitucions infinitament complexes i en canvi perpetu dels components yin i yang. No hi ha res en repòs.
7. Res no és completament yin o completament yang, ni tan sols el fenomen més simple en aparença. Cada cosa conté la polaritat a tots els estadis de la seva composició.
8. Res no és neutre. Yin o yang hi són en excés en cada cas.
9. La força d'atracció és proporcional a la diferència dels components yin i yang.
10. Yin repel·leix yin i yang repel·leix yang. La repulsió és inversament proporcional a la diferència de les forces yin i yang.
11. Amb el temps i l'espai, yin produeix yang i yang produeix yin.
12. Tot cos físic és yang al centre i yin a la superfície.

### L'enteniment
Com s'ha vist, segons aquest ensenyament, la finalitat de l'home és la de desenvolupar el seu enteniment:
Per Ohsawa, en principi tothom té la capacitat de percebre les coses d'una manera global o "suprema", és a dir, d'ultrapassar la visió dualista tot unificant els contraris en un sol fenomen, compost d'una "cara" i d'una "creu". Ara bé, aquesta capacitat "suprema" es troba en general "adormida" o "entelada" perquè se li ha impedit de desenvolupar-se lliurement (a causa de l'educació, d'una alimentació inadaptada, etc.).
Si es parteix del postulat que yin i yang formen una sola cosa, com les dues cares de la mateixa moneda, vol dir que en realitat només hi ha "Un". Però l'humà, pel fet d'estar materialitzat i, per tant, de formar part del món relatiu, només pot percebre una de les dues cares alhora, excepte si retroba la capacitat de copsar amb el seu enteniment global, aquell que no està dividit, que pertany al mateix Infinit. Altrament dit, amb l'enteniment de l’Amor absolut, aquell que ho unifica tot (en japonès i en xinès, es podrien traduir tots els "do" o "dao" per "camins per assolir la unitat").
Ohsawa explica que fins que no s'arriba a l'etapa suprema hom viu amb els baixos enteniments (o capacitats de judici parcials), és a dir, que es té una visió dualista i irreal de qualsevol situació. Però com que, segons ell, l'enteniment es desenvolupa en espiral a través de diverses etapes, cadascuna d'aquestes forma tanmateix part de l'enteniment suprem. Altrament dit, cada "baix enteniment" és l'enteniment "suprem" en una cert estadi de la seva evolució.
Jacques Skalka, un deixeble de Georges Ohsawa, ho explica així: funcionar amb els baixos enteniments és funcionar segons el seu caràcter, és a dir, prenent-se un mateix o les seves afinitats com a punt de referència; funcionar amb el judici suprem és quan hom arriba a un estadi en el qual la referència són les lleis de l'ordre de l'univers. I afegeix que la macrobiòtica és un truc que ens pot permetre funcionar com si ja tinguéssim l'enteniment suprem desvetllat, ja que ens mostra com copsar aquest ordre universal d'una manera intel·lectual.
Les etapes de l'evolució de l'enteniment, segons Georges Ohsawa, són les següents:
1. Mecànica o cega. Es reacciona de manera automàtica: contracció amb el fred, dilatació amb l'escalfor...
2. Sensorial. Hom reacciona i jutja les coses segons el que li sembla agradable o desagradable.
3. Sentimental. Hom jutja si quelcom és bo o dolent a través dels sentiments.
4. Intel·lectual. Presa de consciència de la interrelació que existeix entre un mateix i el món exterior.
5. Social. Hom pren en compte els altres per a considerar si quelcom és convenient o no.
6. Ideològica. Presa de consciència d'una certa noció de "moral".
7. Suprema o Global. Hom coneix i viu en la "Justícia" (o segons les "lleis universals"), esdevenint així un home "lliure", capaç de "crear" la seva pròpia vida.

## L'alimentació segons la macrobiòtica

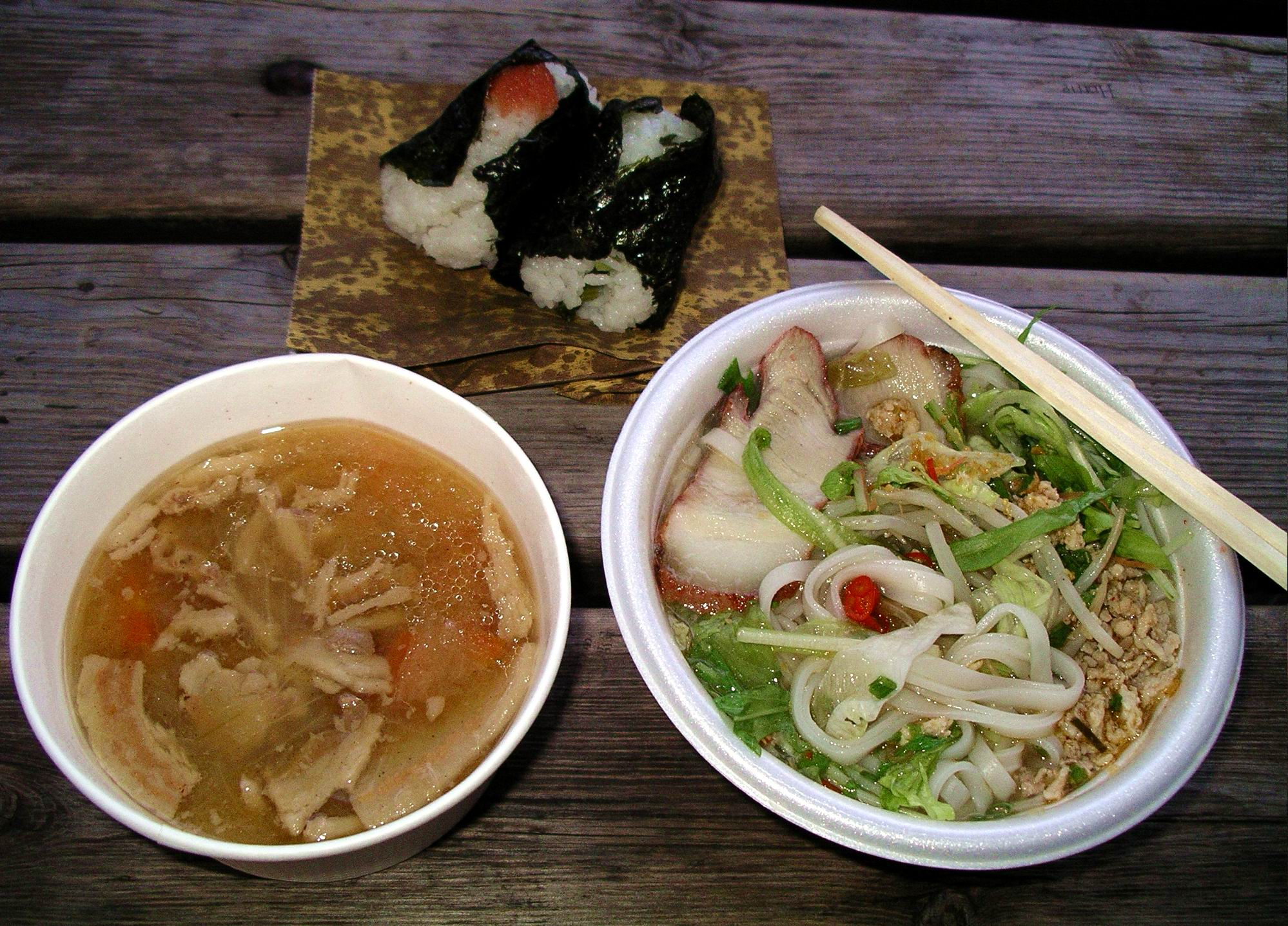
Fu amb oniguiri i tonjiru

L'alimentació macrobiòtica en tant que tècnica, és una aplicació pràctica i lògica de les nocions del Principi Únic. Segons aquest, el desenvolupament global de l'home (tant físic, com mental i espiritual) hauria de fer-se tot sol d'una manera natural. Si no és el cas, és perquè hom hi posa traves.
Tota cosa que viu és perquè està alimentada; cada ésser necessita una alimentació adaptada i, segons aquesta visió del món, hi ha certs aliments específics per l'home, en tant que ésser que pot assolir la consciència. Així, l'alimentació macrobiòtica és una tècnica que pretén nodrir l'organisme de la manera més justa possible, sense manques ni excessos (segons les nocions de yin i yang), per tal que pugui desenvolupar-se lliurement, tot permetent que s'adapti a les vicissituds que haurà de travessar.
El concepte d'equilibri és fonamental en la dieta. Quan se serveix menjar del mar, s'ha de combinar amb menjar de la terra. O quan se serveix un menjar yang, que inclou la majoria d’aliments d’animals i la majoria de cereals, s'ha de combinar amb un menjar yin com les verdures i vegetals. Tot i que en teoria una dieta macrobiòtica permet un consum de productes animals com el peix, la majoria dels professionals creuen que la dieta òptima posa èmfasi en els cereals, les verdures i les algues, i també es menja mongetes i fruita.
De manera recurrent, certs organismes mèdics han criticat aquesta dieta com a perillosa, prevenint que "Una pràctica sense els coneixements adequats pot conduir a la malnutrició" o que, en cas dels infants, cal vigilar molt les eventuals mancances de calci, proteïnes, ferro, zinc, vitamina D, vitamina B12, riboflavina, vitamina A i àcids omega 3.
Igualment, a la dècada de 1980 es va desencadenar una polèmica als Estats Units quan Michio Kushi va declarar "haver vençut el càncer amb la dieta macrobiòtica". Aquesta afirmació no només va escandalitzar el món científic sinó també diversos col·laboradors del mateix Kushi.

### Salut i malaltia
Segons aquesta filosofia, només hi ha una sola malaltia universal i tota la resta en són les manifestacions: es tracta de l'arrogància, que és l'expressió extrema de l'egocentrisme. L'egocentrisme implica una manca de visió de conjunt: vol dir que hom es considera separat de la resta. Aquesta visió dualista farà que, inevitablement, cada decisió presa en la vida, a qualsevol nivell, estarà dirigida pel caràcter, el qual no té en compte que si hi ha "la cara", hi ha "la creu". Això es traduirà per un desequilibri a tots els nivells: l'organisme en patirà les conseqüències, que es repercutiran sobre el comportament i l'enteniment. Quan "la creu" acabarà per manifestar-se, serà allò que s'anomena "malaltia".
Així, segons la visió macrobiòtica, la malaltia és una reacció natural del cos per tal de reequilibrar-se. Durant aquest procés, l'organisme elimina els excessos nocius (això és el que en general hom anomena "símptomes") i per ajudar-lo, la macrobiòtica preconitza fer-li el màxim de confiança, intervenint el menys possible per a propiciar la fi de "l'eliminació". Aquí és quan es pot aplicar un règim curatiu, que consisteix a menjar d'una manera més aviat estricta (segons un cert equilibri yin-yang) per tal de no nodrir la malaltia i permetre que la "neteja" de l'organisme es faci naturalment.
Tot i així, la macrobiòtica curativa també utilitza diversos remeis externs i aliments específics, basats en la medicina tradicional extrem-oriental i en les mateixes troballes de Georges Ohsawa, el qual va experimentar sobre si mateix els efectes de nombrosos aliments.
Pel que fa a la salut, la definició que la macrobiòtica en dona també difereix de la visió que se'n té habitualment: segons aquesta lògica, si la "malaltia" és l'arrogància, la "salut" és el contrari, és a dir, la humilitat (i no només a nivell del comportament, sinó en tant que estat profund). Ohsawa proposa set condicions que ens permeten mesurar la nostra salut, tot especificant que la setena té més importància que les sis primeres reunides.
Les set condicions de la salut:
1. No sentir-se cansat (Arribar a no dir mai "això és impossible, és massa difícil".)
2. Dormir bé (Poder recuperar-se completament amb quatre a sis hores de son.)
3. Tenir gana (Poder menjar un tros de pa o una mica d'arròs bru i trobar-ho boníssim.)
4. Bona memòria (Poder recordar tots aquells que ens han ajudat durant la nostra vida i abans.)
5. Bon humor (Arribar a considerar que tot i tothom és agradable.)
6. Rapidesa de pensament i d'acció (Poder actuar justament i precisa quan és necessari.)
7. Justícia (Experimentar el sentiment permanent de gratitud.)

## El moviment macrobiòtic

### Orígens
En l'antiguitat, en grec, el mot 'macrobiòtica' s'utilitzava per a designar un mètode de salut i de longevitat. L'any 1796, un Christoph Wilhelm Hufeland va escriure un tractat sobre la salut, on hi preconitzava una vida sana basada en una bona alimentació, titulat Makrobiotik, oder die Kunst das menschliche Leben zu verlängern ("Macrobiòtica, o l'art de perllongar la vida humana"). Georges Ohsawa va adoptar aquesta denominació per primer cop l'any 1938 per tal d'occidentalitzar el nom del seu ensenyament, que al Japó s'anomenava simplement "Principi Únic".
A Orient, de manera tradicional, sovint s'ha relacionat l'alimentació amb l'espiritualitat i amb la salut (tant personal com social). En els monestirs zen japonesos, per exemple, hom hi practicava un règim anomenat Shojin Ryori (精進料理), és a dir, "la cuina que millora l'enteniment".
El doctor japonès Sagen Ijizuka (1850 – 1909) pot ser considerat com el pioner de la "traducció" d'aquestes coneixences tradicionals en el llenguatge científic. Precedentment, altres autors ja havien començat a fer-ho, com per exemple l'erudit Ekiken Kaibara (1630 – 1716), els escrits del qual estan reunits en un llibre titulat Yojokun (Consells per a la longevitat).

### Georges Ohsawa
Un dels grans objectius de Georges Ohsawa era el d'unificar el pensament materialista occidental amb aquell més metafísic de l'Orient, car considerava que així es podrien resoldre els conflictes de la humanitat. Empès per aquesta convicció, va mirar de demostrar per tots els mitjans possibles l'abast i l'eficàcia pràctica del seu ensenyament. Apressat per un sentiment d'urgència, en general es va expressar sense concessions ni miraments.
Va insistir, sobretot, que calia de totes totes estudiar la dialèctica yin-yang i alhora practicar i verificar per un mateix, fet que implicava una forta noció de treball sobre si mateix. Per a ell, l'objectiu era el desenvolupament de l'enteniment car, tot obtenint una visió més justa, qualsevol situació o interrogació es podrà comprendre d'una manera més global i hom podrà intervenir, o no, lliurement i amb coneixement de causa.

### Continuació i polèmiques
Després de la mort d'Ohsawa, la macrobiòtica s'ha presentat principalment com un mètode alimentari per a obtenir una bona salut.
Als anys setanta es va estendre sobretot amb Michio Kushi (1926), un deixeble de Georges Ohsawa instal·lat a l'Est dels Estats Units. Kushi ha desenvolupat un ensenyament més consensual, col·laborant amb organismes oficials (Ministeri de la Salut americà, Col·legis de metges, etc.) i ha insistint sobretot en el seu aspecte dietètic i curatiu. També ha divulgat un règim estàndard macrobiòtic, fàcil d'adoptar sense gaires coneixements, i hi ha associat altres disciplines (do-in, xiatsu) i teories (teoria dels cinc elements) per a facilitar l'accés d'un públic més ampli.
A França, a principis dels anys vuitanta, arran de "l'afer Roger Ikor" (un escriptor el fill del qual, que havia practicat la macrobiòtica, es va suïcidar), aquest ensenyament va ser assimilat a un moviment sectari. També es va desencadenar una polèmica als Estats Units quan Michio Kushi va declarar "haver vençut el càncer amb la dieta macrobiòtica". Aquesta afirmació va escandalitzar el món científic i fins i tot alguns col·laboradors del mateix Kushi.
La macrobiòtica, sobretot com a mètode alimentari, ha gaudit d'una difusió important als països d'influència anglosaxona i nòrdics (Holanda, Flandes, Alemanya...) i fa temps que ha esdevingut un fenomen de moda als EUA, a causa dels seguidors que compta entre certes personalitats artístiques.
A partir dels anys noranta va començar a estendre's força pels països de l'antic Bloc de l'Est.

### La macrobiòtica a Espanya
La macrobiòtica a l'Estat espanyol ha estat influïda principalment per la visió transmesa per Michio Kushi. També s'ha fet sentir, especialment a Catalunya i al País Basc, la influència de René Lévy, un altre deixeble directe de Georges Ohsawa que va animar un centre d'ensenyament permanent a Saint-Gaudens, prop de Tolosa de Llenguadoc.

### Alguns ensenyants macrobiòtics coneguts
Han creat centres d'estudis: Herman Aihara (1920 – 1998) als EUA, Tomio Kikuchi (1926) al Brasil, Michio Kushi (1926) als EUA, René Lévy (- 2010) a França, Lima Ohsawa (1898 – 1999) al Japó, Mario Pianesi a Itàlia, Françoise Rivière (1916 – 2006) a França, Jacques Skalka (1941 – 2002) a Bèlgica.
I també: Jean Baudry (ha realitzat estudis a partir de l'ensenyament d'Ohsawa), William Dufty (1916 – 2002) (escrits propis i traduccions d'Ohsawa en anglès), Jacques Mittler (1937) (ha escrit diversos llibres divulgatius), Marc Van Cauwenberghe (col·laborador de Michio Kushi; compilador de les conferències i textos dispersos d'Ohsawa), Mauricio Waroquiers (traductor i editor de llibres macrobiòtics en castellà), Clim Yoshimi (– 1999) (secretari d'Ohsawa, traductor de diverses de les seves obres en francès i editor de la revista Ignoramus).

### Selecció bibliogràfica en castellà

#### Obres de Georges Ohsawa
- El Orden del Universo, Publicaciones GEA, Uruguai
- Filosofía de la Medicina de Extremo Oriente, Publicaciones GEA, Uruguai
- Macrobiótica Zen (o "El Zen Macrobiótico"), Publicaciones GEA, Uruguai
- La Era Atómica y la Filosofía de Extremo Oriente, Publicaciones GEA, Uruguai
- El Libro del Judo, Publicaciones GEA, Uruguai
- Extractos de la "Guia Pràctica de la Medicina Dietética Macrobiótica de Extremo Oriente", Publicaciones GEA, Uruguai
- Jack y Mitie en la Jungla llamada Civilización, Publicaciones GEA, Uruguai

#### Altres autors
- C. Morishita i K. Chishima: La Desconocida Verdad del Cáncer, Publicaciones GEA, Uruguai
- Dirk Benedict: Confesiones de un Cow Boy Kamikaze, Publicaciones GEA, Uruguai
- William Dufty: Sugar Blues, Publicaciones GEA, Uruguai
- Herman Aihara: Macrobiótica Básica, Publicaciones GEA, Uruguai
- Michio Kushi: Introducción a la filosofia y medicina oriental, 1 i 2, Publicaciones GEA, Uruguai
- Michio Kushi: Diagnosis oriental, Publicaciones GEA, Uruguai
- Michio Kushi: Libro de la Macrobiótica, Publicaciones GEA, Uruguai
- R. E. Kotzsch: Ohsawa y la tradición religiosa del Japón, Publicaciones GEA, Uruguai

### Selecció bibliogràfica en francès

#### Obres completes de Georges Ohsawa
- Le Principe Unique de la Philosophie et de la Science d'Extrême-Orient (1931), Librairie Philosophique J. Vrin Arxivat 2005-12-24 a Wayback Machine., París
- Le Livre des Fleurs (1931), Librairie Philosophique J. Vrin
- L'Acupuncture et la Médecine d'Extrême-Orient (1934), Librairie Philosophique J. Vrin
- Le Livre du Judo (1942), Librairie Philosophique J. Vrin
- 4000 ans d'Histoire de la Chine (1943), Librairie Philosophique J. Vrin
- Clara Schumann (1948), Ed. Kusa, Gant
- Gandhi, un Enfant Eternel (1953), Éditions Trédaniel, París
- Deux Grands Indiens au Japon (1954), Librairie Philosophique J. Vrin
- La Philosophie de la Médecine d'Extrême-Orient (1956), Librairie Philosophique J. Vrin
- Jack et Mme Mitie en Occident (1957), Librairie Philosophique J. Vrin
- Le Zen Macrobiotique (1961), Librairie Philosophique J. Vrin
- L'Ère Atomique et la Philosophie d'Extrême-Orient (1962), Librairie Philosophique J. Vrin
- Le Cancer et la Philosophie d'Extrême-Orient (1964), Librairie Philosophique J. Vrin
- La Vie Macrobiotique (1937 pòstum, traduït del japonès), avec une Méthode d'Éducation (1966), Librairie Philosophique J. Vrin

Altres
- Aide-mémoire macrobiotique, Centre Macrobiotique de Belgique
- Transcripcions de conferències, CIMO, París
- Lettres Ignoramus (1957-58), CIMO, París

#### Altres autors
- Jean Baudry: Cours Tao, Centre Macrobiotique de Belgique
- Jean Baudry: Etude de l'Homme – Traditions d'Orient et d'Occident: Gnose, Alchimie, Tao, Centre Macrobiotique de Belgique

- Revistes Polarité (Jacques Skalka, editades pel Centre Macrobiòtic de Bèlgica)
- Revistes Ignoramus (Françoise Rivière i Clim Yoshimi, editades pel C.I.M.O., París)